# Diözese Rottenburg-Stuttgart

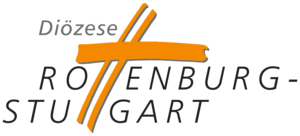
Logo der Diözese: Doppel-T als Kreuz

Die Diözese Rottenburg-Stuttgart (lateinisch Dioecesis Rottenburgensis-Stutgardiensis) ist eine römisch-katholische Diözese im Land Baden-Württemberg und entspricht in ihren Grenzen dem ehemaligen Land Württemberg, wie es gemäß der Übereinkunft von 1815 bestätigt war.

## Geschichte
Das Bistum Rottenburg wurde 1821 durch die päpstlichen Zirkumskriptionsbullen De salute animarum und Provida solersque als katholische Landeskirche des Königreichs Württemberg gegründet. Dies war nach der Eingliederung ganzer katholischer Landstriche (Neuwürttemberg) infolge Säkularisation und Mediatisierung in das vormalige rein protestantische Herzogtum Württemberg nötig geworden. Mit der Inthronisation des ersten Bischofs, Johann Baptist von Keller, am 20. Mai 1828 war die Errichtung der Diözese abgeschlossen.
Die Zahl der Katholiken erhöhte sich nach dem Zweiten Weltkrieg durch die Heimatvertriebenen zunächst stark.

Unter Bischof Georg Moser wurde 1978 Domkirche St. Eberhard in Stuttgart zur Konkathedrale des Bistums erhoben, der Name des Bistums lautet seither Diözese Rottenburg-Stuttgart.

## Gliederung der Diözese
Die Diözese Rottenburg-Stuttgart ist eine Suffragandiözese von Freiburg und gliedert sich in 25 Dekanate (6. April 2008) und 1.039 Gemeinden (1. Januar 2006). Zum 1. Januar 2008 wurde ein Umstrukturierungsprozess beendet, in dem die Dekanatsgrenzen denen der Landkreise angepasst wurden. Bis heute reflektiert das Bistum jedoch mit seinem Gebiet die Grenzen des früheren Landes Württemberg.

Wappen des Bistums Rottenburg-Stuttgart
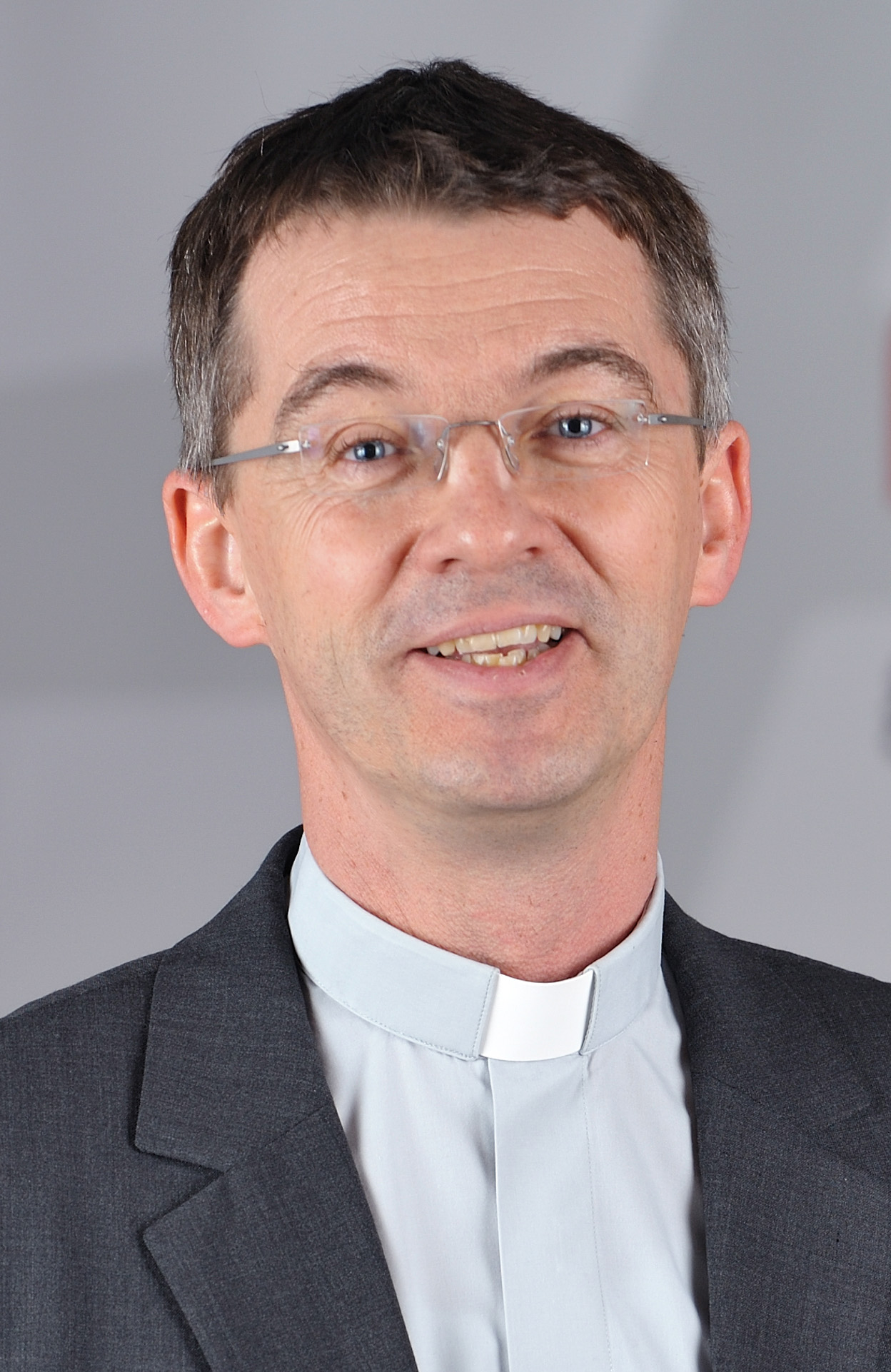
Bischof Klaus Krämer
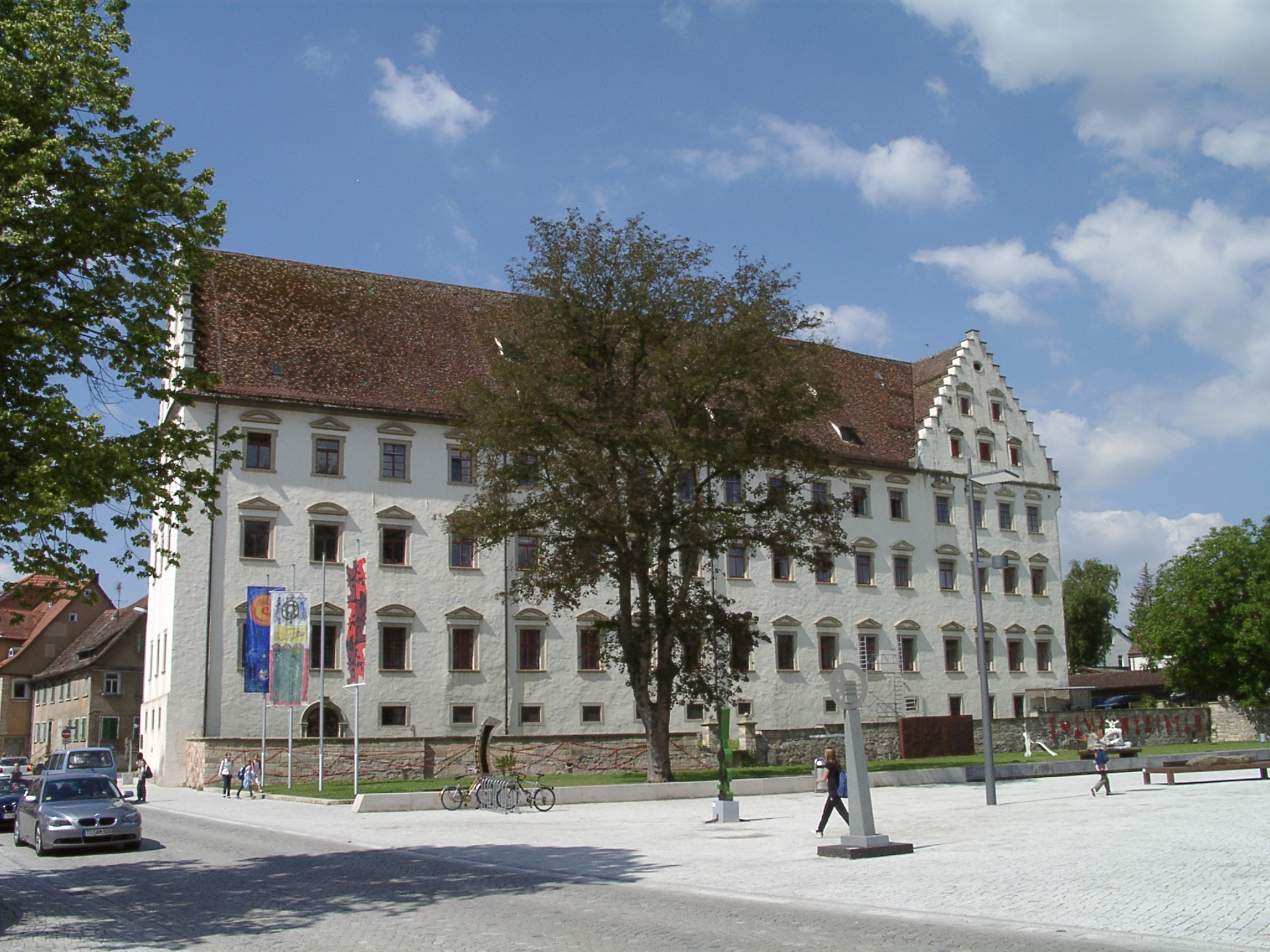
Bischöfliches Palais in Rottenburg

### Dekanate
Das Dekanat als „mittlere Ebene“ zwischen Diözese und Kirchengemeinden hat drei Aufgaben. Zum einen unterstützt es die Kirchengemeinden des Dekanats in ihrem pastoralen Auftrag, vertritt die Katholische Kirche in regionalen Belangen der Gesellschaft und Kultur und vermittelt die Anliegen des Bischofs. So gibt es im Bistum Rottenburg-Stuttgart folgende Dekanate, die ihrerseits wieder in Seelsorgeeinheiten und Gemeinden unterteilt sind:
- Allgäu-Oberschwaben
- Balingen
- Biberach
- Böblingen
- Calw
- Ehingen-Ulm
- Esslingen-Nürtingen
- Freudenstadt
- Friedrichshafen
- Göppingen-Geislingen
- Heidenheim
- Heilbronn-Neckarsulm
- Hohenlohe
- Ludwigsburg
- Mergentheim
- Mühlacker
- Ostalb
- Rems-Murr
- Reutlingen-Zwiefalten
- Rottenburg
- Rottweil
- Saulgau
- Schwäbisch Hall
- Stuttgart
- Tuttlingen-Spaichingen

### Konkordat
Nach Artikel 14 des Reichskonkordats von 1933, das bis heute in Geltung steht, richten sich die Besetzung des Bischofsstuhles und die Zusammensetzung des Domkapitels nach den Regelungen des Badischen Konkordats von 1932.

## Kirchliche Einrichtungen

### Jugendeinrichtungen
Die Diözese unterhält unterschiedlichste Einrichtungen zur Unterhaltung und Förderung von Jugendarbeit. Die meisten Einrichtungen haben ihren Sitz in Wernau, so zum Beispiel:
- das Bischöfliches Jugendamt. Dieses vom Bischof eingerichtete Amt hat die Aufgabe, auf Grundlage der Aussagen der Gemeinsamen Synode der deutschen Bistümer in Würzburg 1975 und der Rottenburger Diözesansynode 1985/86, Jugendarbeit zu unterstützen, zu fördern und zu begleiten.[9]
- der BDKJ-Diözesanverband. Der BDKJ Diözesanverband ist ein Zusammenschluss von sieben katholischen Jugendverbänden auf Diözesanebene. Die Aufgaben des Verbandes sind Jugendpolitik, Kirchenpolitik, Öffentlichkeitsarbeit und die Absicherung der finanziellen Rahmenbedingungen für alle Mitgliedsverbände. Außerdem unterhält der BDKJ die Jugendreferate in den Dekanaten beziehungsweise Dekanatsbezirken.[10]
- die Jugendstiftung just, deren Aufgabe es ist, Projekte und Initiativen kirchlich engagierter Jugendlicher finanziell zu fördern.[11]
- die Fachstelle für Ministranten und Ministrantinnen. Dies ist eine Fachstelle der Diözese, die die einzelnen Ministrantengemeinschaften auf diözesaner und Dekanatsebene miteinander verknüpft, die Veranstaltungen, Freizeiten und Weiterbildungskurse organisiert und Arbeitshilfen herausgibt.[12]

### Stiftungsforum in der Diözese Rottenburg-Stuttgart
Das Stiftungsforum in der Diözese Rottenburg-Stuttgart, ist ein Zusammenschluss von 41 kirchlichen Stiftungen, Verbänden, Ordensgemeinschaften und Einrichtungen in einer gemeinnützigen GmbH, welche zum Ziel hat über das kirchliche Stiftungs- und Gemeinnützigkeitswesen zu informieren und bei der Gründung einer Stiftung zur Unterstützung kirchlicher Anliegen zu beraten.
Das Forum betreibt Öffentlichkeitsarbeit zur Förderung des Stiftergedankens in der Kirche und Gesellschaft und bietet die Möglichkeit des Austausches und der Vernetzung von Stiftern, kirchlichen Stiftungen und Einrichtungen.

### Bildungseinrichtungen
Die Diözese Rottenburg-Stuttgart unterhält vier Internate und mehr als 90 Schulen.
- Ambrosianum Tübingen
- Bischöfliches Gymnasialkonvikt in Rottweil mit Lateinaufbauzug
- Bischöfliche Internate Kolleg St. Josef in Ehingen (Donau) und Maria Hilf in Bad Mergentheim[15]
- Musisches Internat Martinihaus in Rottenburg am Neckar
- Schulen des Marchtaler Planes[16]

### Priesterseminar
In Tübingen unterhält die Diözese ein Theologenkonvikt, das Wilhelmsstift, in dem die Priesteramtskandidaten während ihres Theologie-Studiums an der Eberhard Karls Universität wohnen. Das Wilhelmsstift liegt in unmittelbarer Nähe zur St. Johanneskirche und zum Theologicum. Abiturienten ohne die für das Studium erforderlichen Kenntnisse in Hebräisch, Altgriechisch und Latein absolvieren vorher zwei Sprachensemester im Ambrosianum. Die an das Studium anschließende pastorale Ausbildung erfolgt im Priesterseminar in Rottenburg am Neckar.

### Katholische Verwaltungszentren
Die Katholischen Verwaltungszentren wurden in der Diözese Rottenburg-Stuttgart gebildet, um die kirchliche Verwaltung kompakter zu organisieren. Die katholischen Verwaltungszentren wurden durch die Zusammenführung der Aufgaben der Gesamtkirchenpflege und der Aktuariate gebildet.
Somit übernimmt ein katholisches Verwaltungszentrum sowohl die Aufgabe der fachlichen Beratung und Betreuung aller Kirchengemeinden in einem Dekanat (früher Aufgabe des Aktuariats) als auch die komplette Verwaltung einer Gesamtkirchengemeinde.
In der Diözese Rottenburg-Stuttgart wurden bisher folgende katholische Verwaltungszentren gebildet:
- Katholisches Verwaltungszentrum Aalen
- Katholisches Verwaltungszentrum Albstadt
- Katholisches Verwaltungszentrum Biberach
- Katholisches Verwaltungszentrum Böblingen
- Katholisches Verwaltungszentrum Ehingen
- Katholisches Verwaltungszentrum Ellwangen
- Katholisches Verwaltungszentrum Esslingen
- Katholisches Verwaltungszentrum Friedrichshafen
- Katholisches Verwaltungszentrum Göppingen-Geislingen
- Katholisches Verwaltungszentrum Heilbronn
- Katholisches Verwaltungszentrum Heidenheim
- Katholisches Verwaltungszentrum Künzelsau
- Katholisches Verwaltungszentrum Allgäu-Oberschwaben (Sitz: Kißlegg)
- Katholisches Verwaltungszentrum Rems-Murr (Sitz: Waiblingen)
- Katholisches Verwaltungszentrum Reutlingen
- Katholisches Verwaltungszentrum Riedlingen
- Katholisches Verwaltungszentrum Rottweil
- Katholisches Verwaltungszentrum Schwäbisch Gmünd
- Katholisches Verwaltungszentrum Stuttgart
- Katholisches Verwaltungszentrum Tübingen
- Katholisches Verwaltungszentrum Tuttlingen
- Katholisches Verwaltungszentrum Ulm

### Diözesanarchiv
Das Diözesanarchiv hat seinen Sitz im Bischöflichen Ordinariat in Rottenburg am Neckar und ist für die 1821 gegründete Diözese zuständig. Zudem verwahrt es das Gebiet betreffende Unterlagen aus der Zeit vor der Gründung der Diözese sowie Dekanats- und Pfarreiarchive. Zudem werden die Kirchenbücher von ca. 260 Pfarreien, sowie Archive einzelner kirchlicher Einrichtungen und Stellen in Rottenburg eingelagert. Eine weitere Aufgabe des Diözesanarchivs ist es, alle dem Bischof unterstehenden kirchlichen Archive zu betreuen.

### Klöster
Vor der Gründung der Diözese gab es auf ihrem heutigen Gebiet mehrere Klöster von überregionaler kultureller und politischer Bedeutung, darunter Kloster Maulbronn und die im Zuge der Säkularisation Anfang des 19. Jahrhunderts aufgehobenen Klöster Obermarchtal, Ochsenhausen, Rot an der Rot, Schussenried, Wiblingen und Zwiefalten sowie die Fürstpropstei Ellwangen sowie das 2010 aufgehobene Kloster Weingarten.
Aktive, von Ordensgemeinschaften genutzte Klöster in der Diözese Rottenburg-Stuttgart sind unter anderem:
Frauenklöster
- Kloster Bonlanden
- Kloster Brandenburg (Dietenheim-Regglisweiler)
- Abtei St. Erentraud, Kellenried
- Dreifaltigkeitskloster Laupheim
- Kloster Reute
- Franziskanerinnenkloster Schwäbisch Gmünd
- Kloster Sießen
- Kloster Untermarchtal
- Konvent der Schwestern der Heiligen Klara in Buchenstock bei Isny

Männerklöster
- Abtei Neresheim
- Kartäuserkloster Marienau bei Bad Wurzach
- Franziskanerkloster im Weggental bei Rottenburg
- „Klösterle“ der Franziskaner in Wangen im Allgäu
- Salvatorianerkloster Gottesberg in Bad Wurzach
- Kloster der Redemptoristen auf dem Schönenberg bei Ellwangen
- Kloster der Oblaten in Schemmerhofen-Aufhofen bei Biberach an der Riss
- Dreifaltigkeitsberg, Niederlassung der Claretiner bei Spaichingen

### Medien

#### Presse / Kommunikation
Die Stabsstelle Mediale Kommunikation verantwortet die Öffentlichkeitsarbeit der Diözese. Das Spektrum reicht in crossmedialer Kooperation von klassischer Pressearbeit über Foto- und Videoproduktion bis zum Eventmanagement. Die Themen der Katholischen Kirche in Württemberg werden zielgerichtet in Sozialen Medien wie YouTube, Facebook und Instagram, auf der Homepage www.drs.de sowie über Printprodukte ausgespielt.

#### Fachstelle Medien
Die Fachstelle Medien vereint unterschiedliche Bereiche der Medienarbeit in der Diözese Rottenburg-Stuttgart. Dazu zählen der Bereich Digitale Bildung mit der Entwicklung und Umsetzung digitaler Bildungsangebote (E-Learning) für Mitarbeitende in den Einrichtungen der Diözese. Der Bereich Medienpädagogik vermittelt die nötige Medienkompetenz für die Bildungsarbeit und hat seine Schwerpunkte in der Beratung und Fortbildung zu Fragen der Medienbildung und Mediennutzung sowie der aktiven und kreativen Medienarbeit. Die Fachstelle Katholische Büchereiarbeit bietet ehrenamtlichen Bücherei-Mitarbeitern in 158 Katholischen Öffentlichen Büchereien (KÖBs) Ausbildung, Förderung und Hilfestellung, damit in den Kirchengemeinden ein ortsnahes und aktuelles Angebot von Büchern und anderen Medien ermöglicht wird. Der Ökumenische Medienladen verleiht gemeinsam mit dem Evangelischen Medienhaus eine Vielzahl an Filmtiteln zum Download und Streaming an die Mitglieder im Bereich der Diözese Rottenburg-Stuttgart.
Die Fachstelle Medien ist Teil des Bischöflichen Ordinariats und gehört zur Hauptabteilung XI – Kirche und Gesellschaft der Diözese Rottenburg-Stuttgart und hat ihren Sitz in Stuttgart-Degerloch.

#### KiP-Radio
Die Redaktion KiP-Radio (Katholische Kirche im Privatfunk) erstellt im Auftrag der Diözese Rottenburg-Stuttgart Hörfunkprogramme, die bei Privatfunkanbietern ausgestrahlt werden, die ihren Sitz im Bereich der Diözese haben. Die Redaktion mit Sitz in Stuttgart produziert tägliche Verkündigungssendungen sowie tagesaktuelle journalistische Beiträge und berichtet in sonntäglichen ein- bis zweistündigen Kirchenmagazinen über kirchliche Aktivitäten religiöser, sozialer und kultureller Art zwischen Bodensee und Taubergrund, zwischen Schwarzwald und Iller. Die Produktion erfolgt in ökumenischer Kooperation mit der Radioredaktion des Evangelischen Medienhauses Stuttgart und radio m, der Hörfunkagentur der Evangelisch-methodistischen Kirche.
Die Redaktion KiP-TV (Katholische Kirche im Privatfernsehen) beliefert im Auftrag der (Erz-)Diözesen Rottenburg-Stuttgart und Freiburg Ballungsraumsender in Baden-Württemberg und Bibel-TV mit TV-Programm. KiP-TV in Stuttgart produziert die 30-minütige Gesprächssendung „Alpha & Omega – Kirche im Gespräch“, in der im Gespräch mit Gästen über kirchliche Aktivitäten religiöser, sozialer und kultureller Art informiert und diskutiert wird. Die Produktion erfolgt in ökumenischer Kooperation mit der Fernsehredaktion des Evangelischen Medienhauses der Evangelischen Landeskirche in Württemberg.
Die Redaktion KiP wurde im Frühjahr 1987 gegründet, um private Rundfunkstationen im Gebiet der Diözese Rottenburg-Stuttgart mit kirchlichen Beiträgen und Informationen zu versorgen. 1990 wurde der Fernsehbereich KiP-TV ins Leben gerufen. Seit April 1999 beliefert KiP-TV die Ballungsraumsender in Baden-Württemberg und Bibel-TV mit der Sendung „Alpha & Omega – Kirche im Gespräch“. Die Redaktion KiP bildet in Zusammenarbeit mit der katholischen Journalistenschule ifp (Institut für publizistische Ausbildung e. V.) crossmedial Volontäre und Volontärinnen aus. Die Redaktion ist der Geschäftsbereich „Regionaler Rundfunk“ der „Katholisches Filmwerk GmbH“ in Frankfurt.

#### Katholische Rundfunkarbeit am SWR
Die Katholische Rundfunkarbeit am SWR (KRA) produziert zusammen mit der Erzdiözese Freiburg (Baden-Württemberg) und den Diözesen Speyer, Mainz, Trier und Limburg (Rheinlandpfalz) Verkündigungssendungen, die im SWR ausgestrahlt werden. Zusammen mit drei evangelischen Landeskirchen im SWR-Sendegebiet bildet sie die Redaktion von „Kirche im SWR“. Die Grundlage für die Verkündigungssendungen der Kirche im Öffentlich-Rechtlichen Rundfunk ist in den Staatsverträgen der Landesrundfunkanstalten festgehalten.
Zum Auftrag der Kirchen im Radio gehören auch Gottesdienstübertragungen an Sonn- und Feiertagen, die regelmäßig von rund 700.000 Menschen an den Radiogeräten oder übers Internet mitgefeiert werden. Die kirchliche Rundfunkarbeit hat mit „KREUZ + QUER“ auch eine ökumenische Jugendredaktion. Sie produziert für den SWR-Jugendsender „DASDING“ ein tägliches Jugendformat für die 16- bis 30-Jährigen.
Das Büro der Katholischen Rundfunkarbeit und des Senderbeauftragten der katholischen Kirche am SWR, Hörfunkpfarrer Thomas Steiger, befindet sich in Stuttgart-Degerloch im Bischof-Leiprecht-Zentrum. Die Katholische Rundfunkarbeit gehört zur Hauptabteilung XI – Kirche und Gesellschaft der Diözese Rottenburg-Stuttgart.

### Freiwilligendienste
Die Freiwilligendienste in der Diözese Rottenburg-Stuttgart gGmbH ist der katholische Träger für das freiwillige soziale Jahr und den Bundesfreiwilligendienst in der Diözese. Außerdem ist sie einer der vier Träger für das freiwillige ökologische Jahr in Baden-Württemberg. Gesellschafter sind zu gleichen Teilen die Diözese Rottenburg-Stuttgart sowie der Caritasverband der Diözese Rottenburg-Stuttgart e. V. Die Einrichtung hat ihren Sitz in Wernau und Regionalstellen in Ulm, Rottweil und Ravensburg.

### Akademie
Die Diözese betreibt eine Akademie, die Akademie der Diözese Rottenburg-Stuttgart mit Tagungshäusern in Hohenheim und Weingarten.

## Bedeutende Kirchen

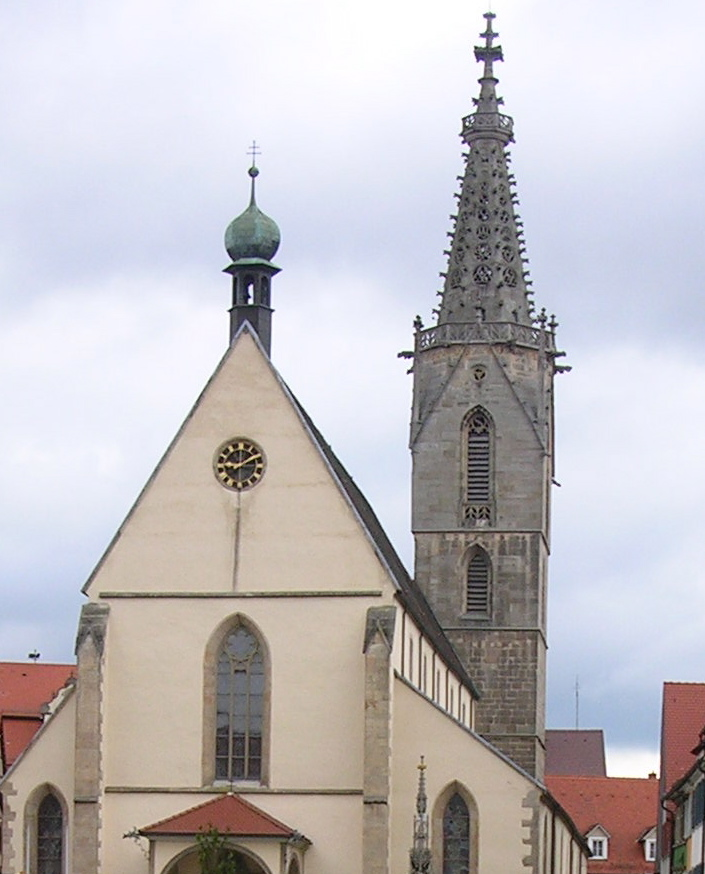
Rottenburger Dom St. Martin
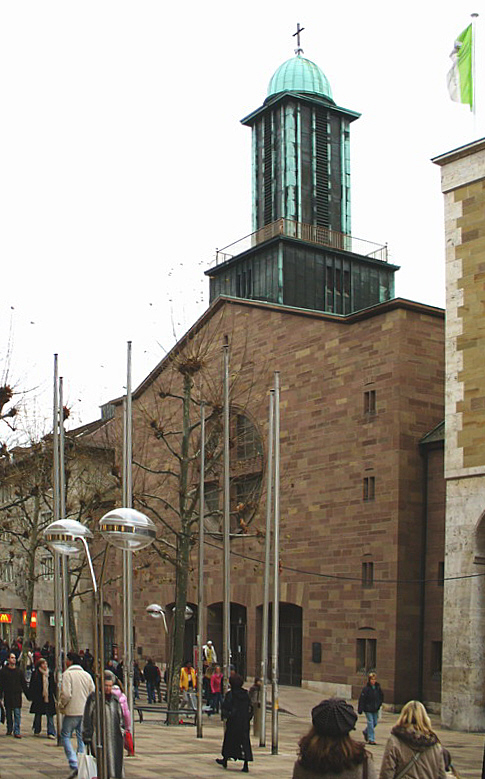
St. Eberhard in Stuttgart
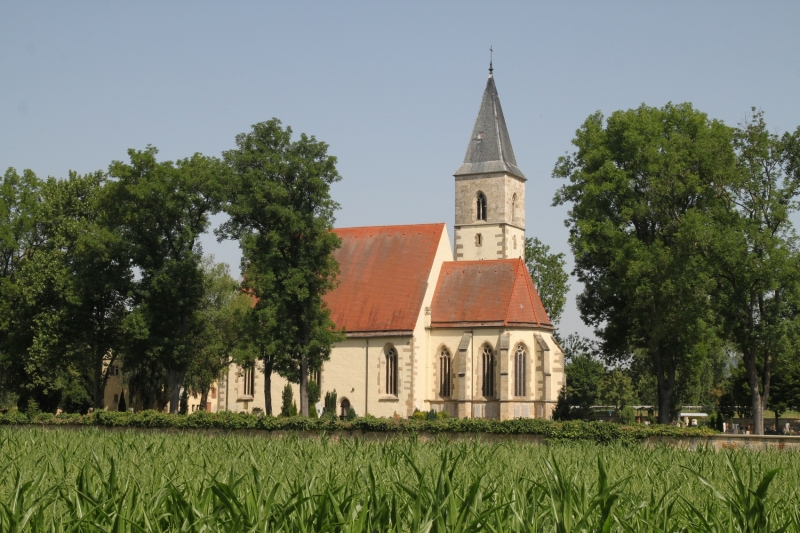
Grablege Sülchenkirche

Zu den bedeutendsten Kirchen für die Diözese zählen der
- Dom St. Martin in Rottenburg und
- die Konkathedrale Domkirche St. Eberhard in Stuttgart

sowie die Grablege der Bischöfe, die Sülchenkirche bei Rottenburg.
Sowie:
- Abteikirche Neresheim in Neresheim
- Schönenbergkirche (Wallfahrtskirche „Zu Unserer Lieben Frau“) in Ellwangen
- Basilika St. Vitus in Ellwangen
- Münster St. Peter und Paul in Obermarchtal
- Gmünder Münster (zum Heiligen Kreuz) in Schwäbisch Gmünd
- Stiftskirche St. Nikolaus (Comburg) in Schwäbisch Hall
- Basilika St. Martin und Oswald in Weingarten
- Münster Unserer Lieben Frau in Zwiefalten
- Deutschordensmünster St. Peter und Paul (Heilbronn)
- Basilika St. Martin in Ulm-Wiblingen
- Basilika St. Georg in Ochsenhausen

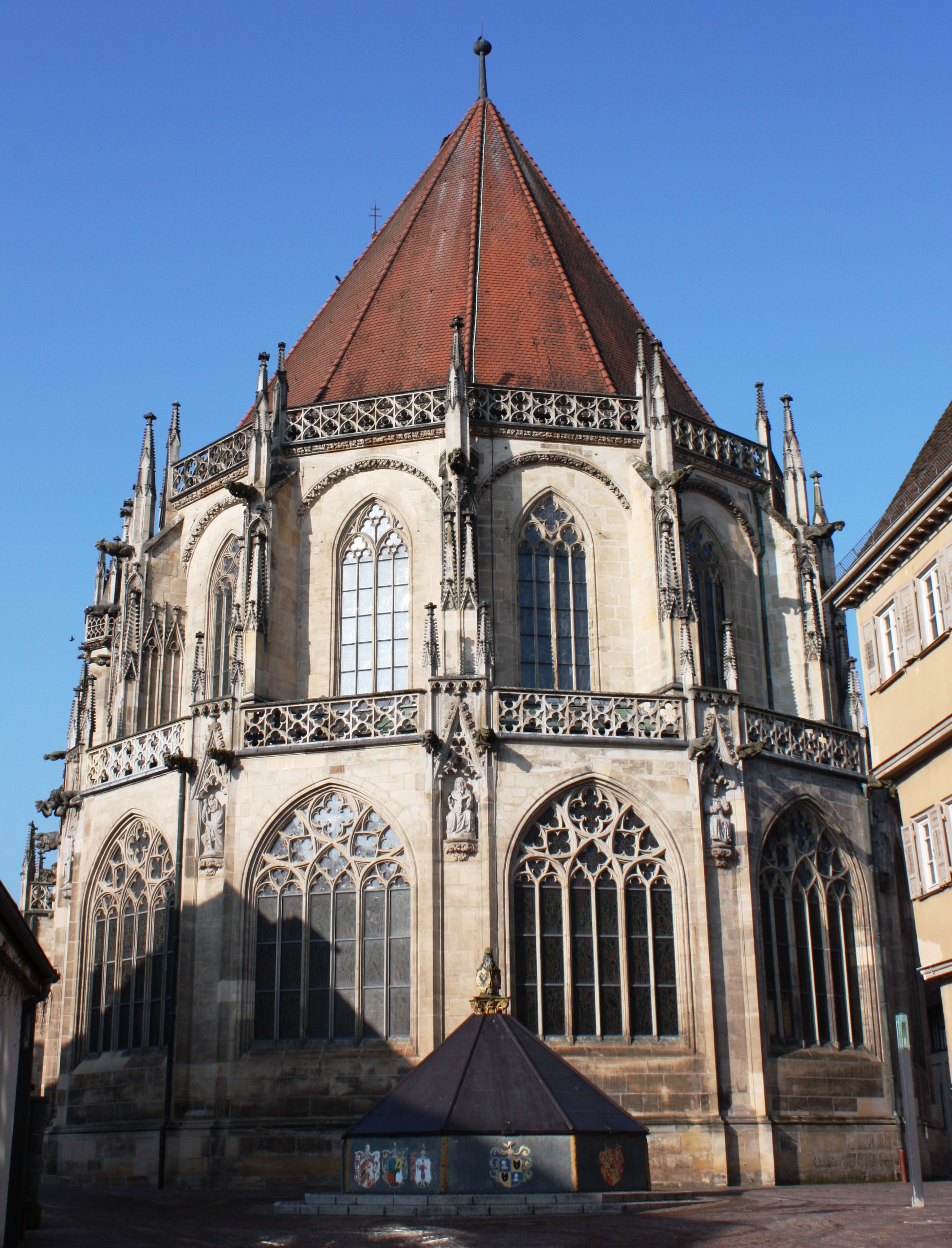
Parlerbau Gmünder Münster in Schwäbisch Gmünd
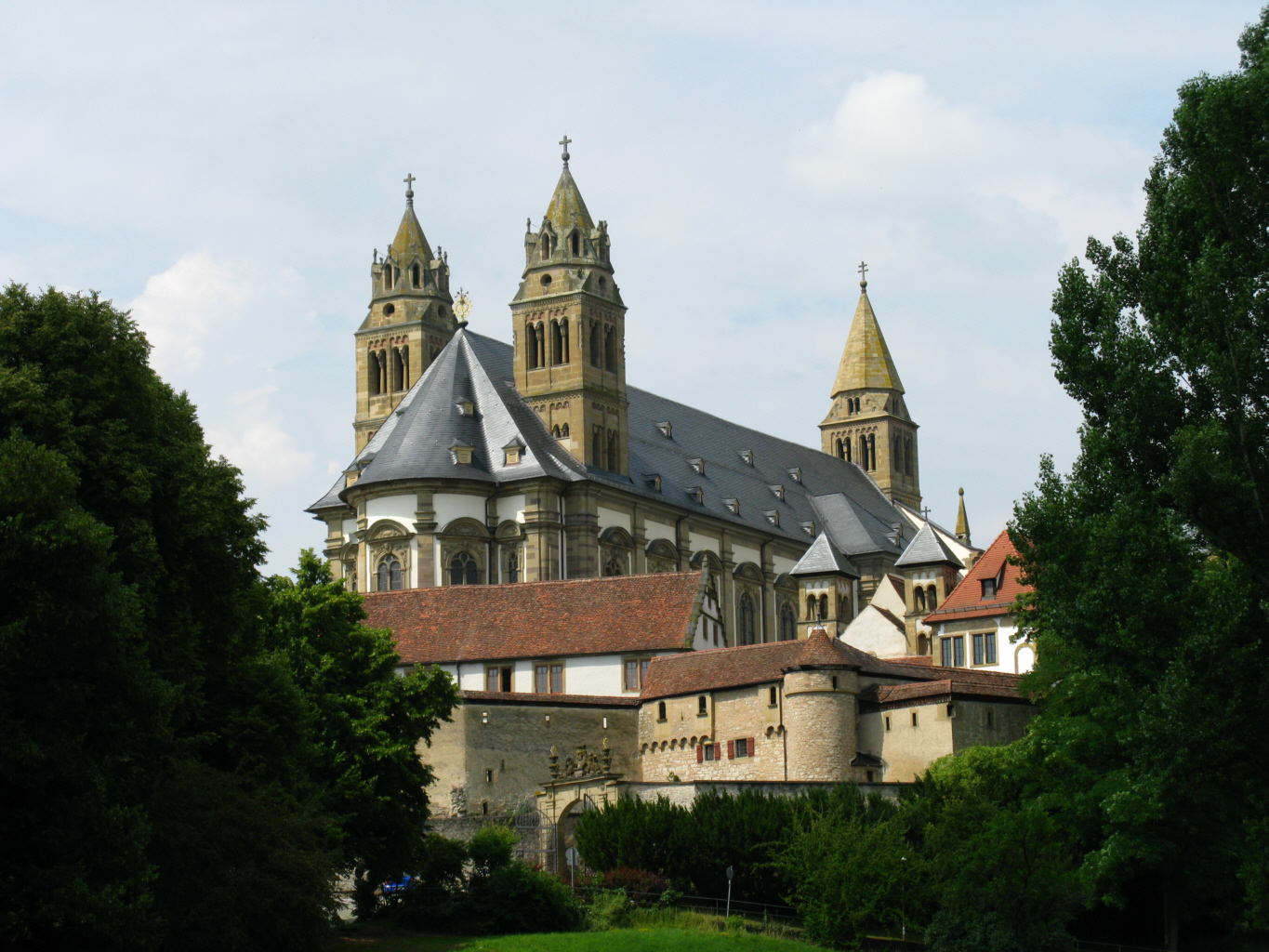
Stiftskirche St. Nikolaus auf der Comburg in Schwäbisch Hall
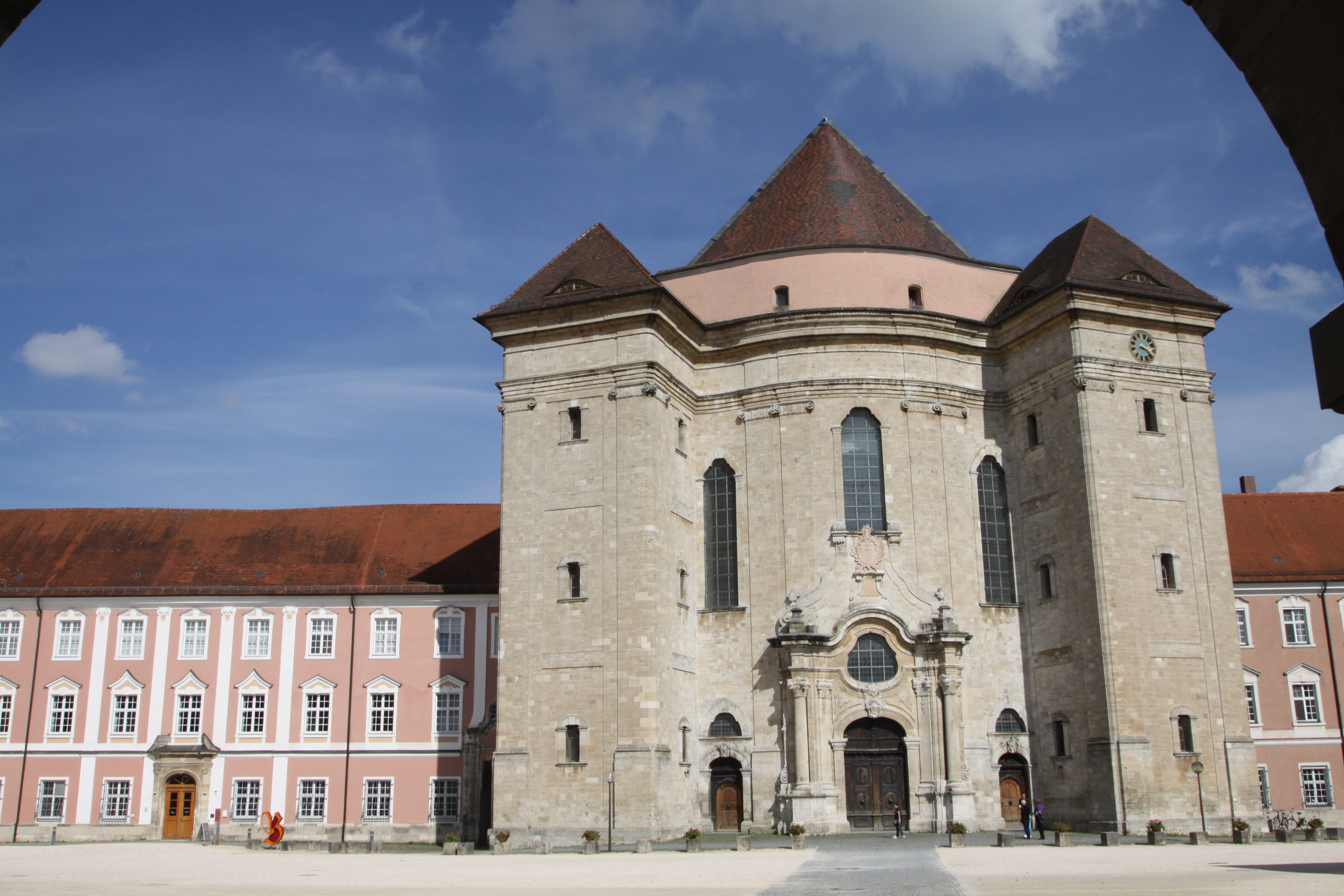
Basilika St. Martin, Ulm Wiblingen
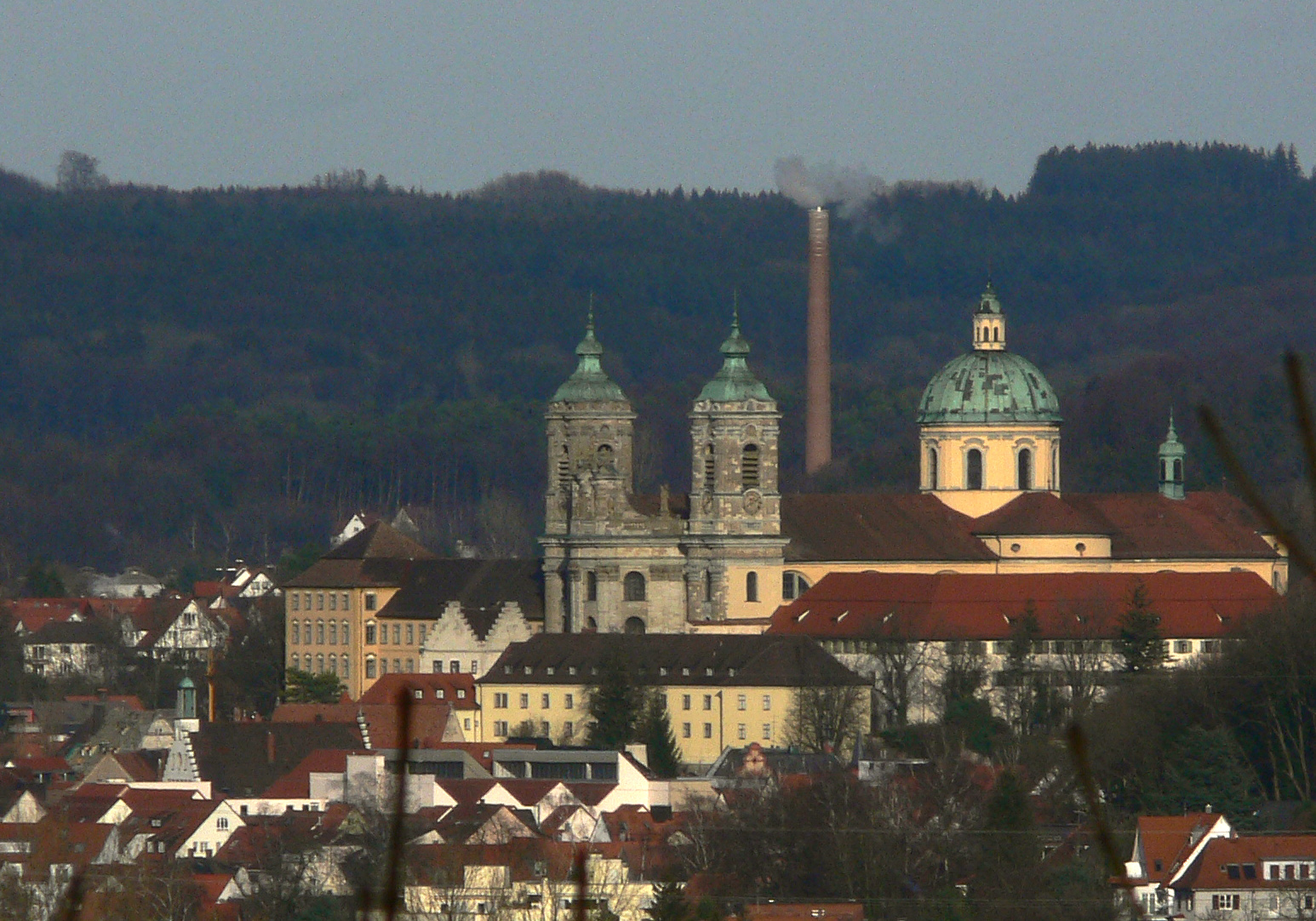
Klosterkirche Basilika St. Martin und Oswald in Weingarten
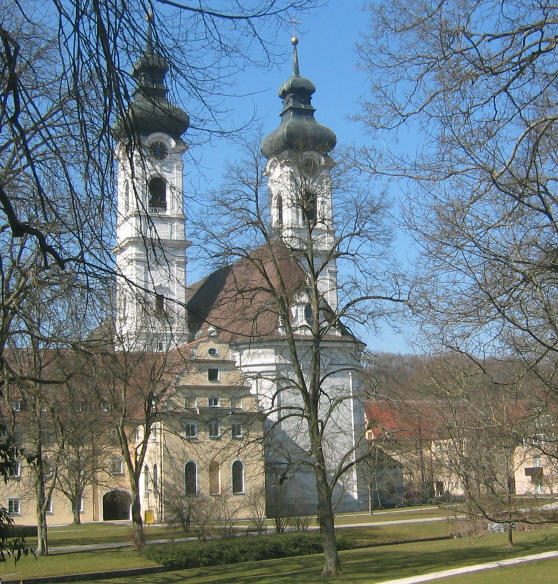
Wallfahrts- und ehemalige Klosterkirche Zwiefalter Münster
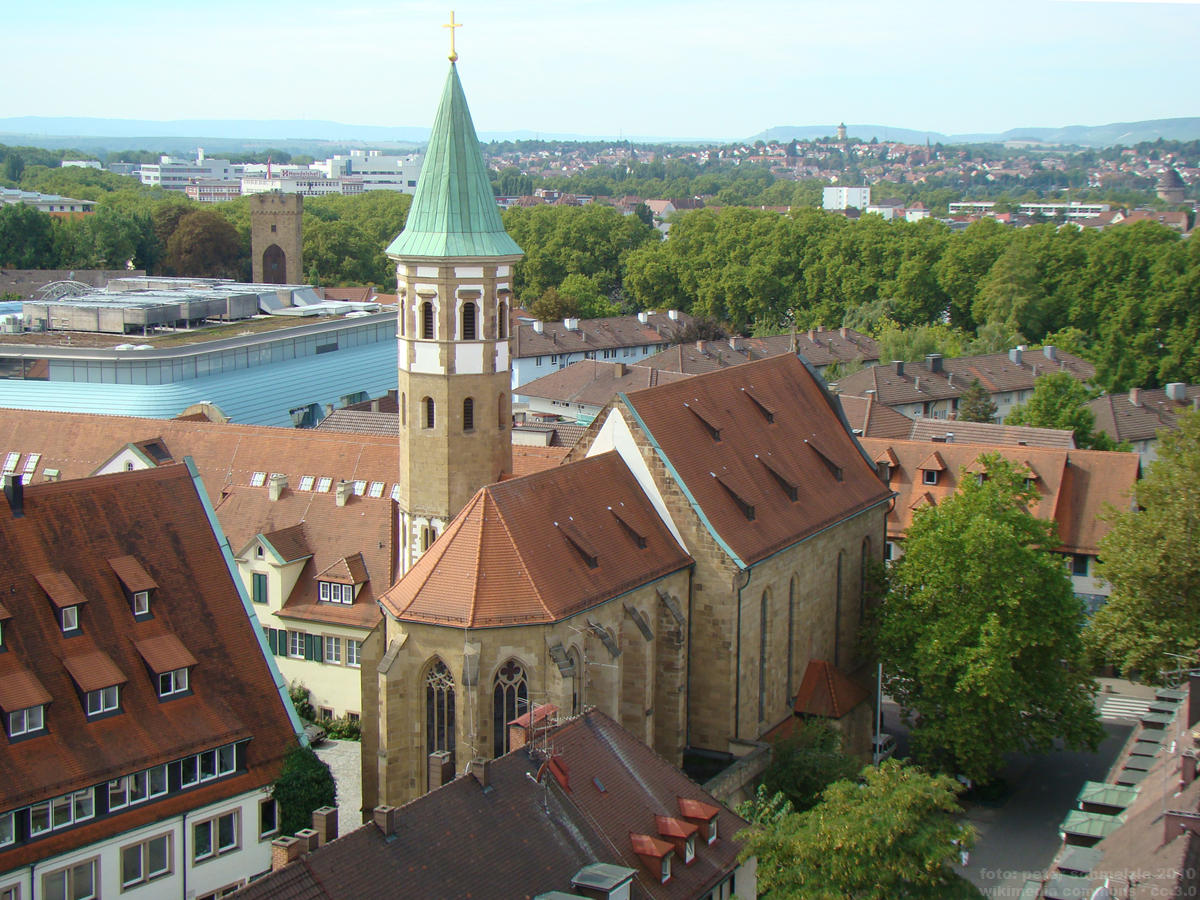
Deutschordensmünster St. Peter und Paul in Heilbronn
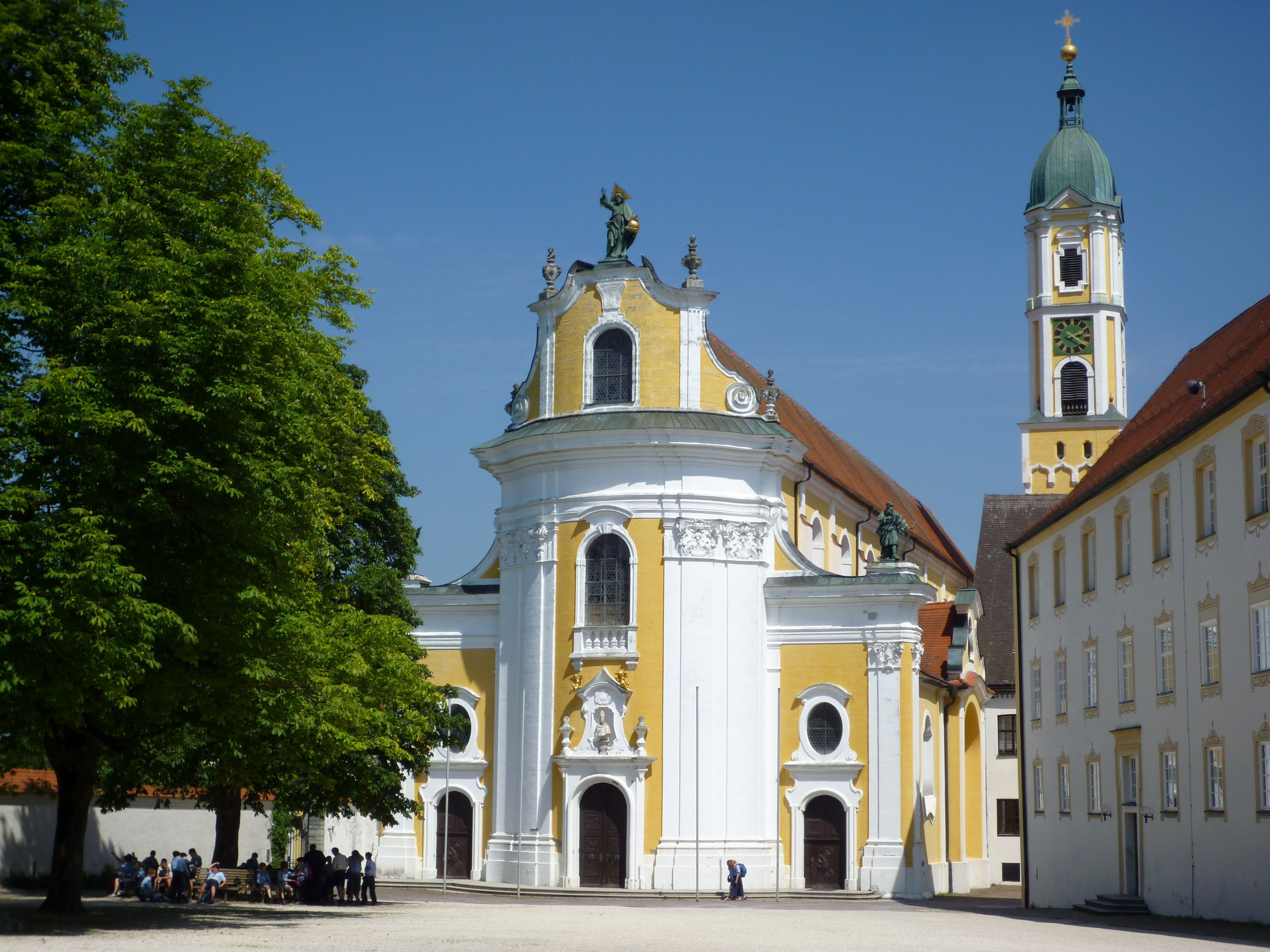
Klosterkirche St. Georg, Ochsenhausen
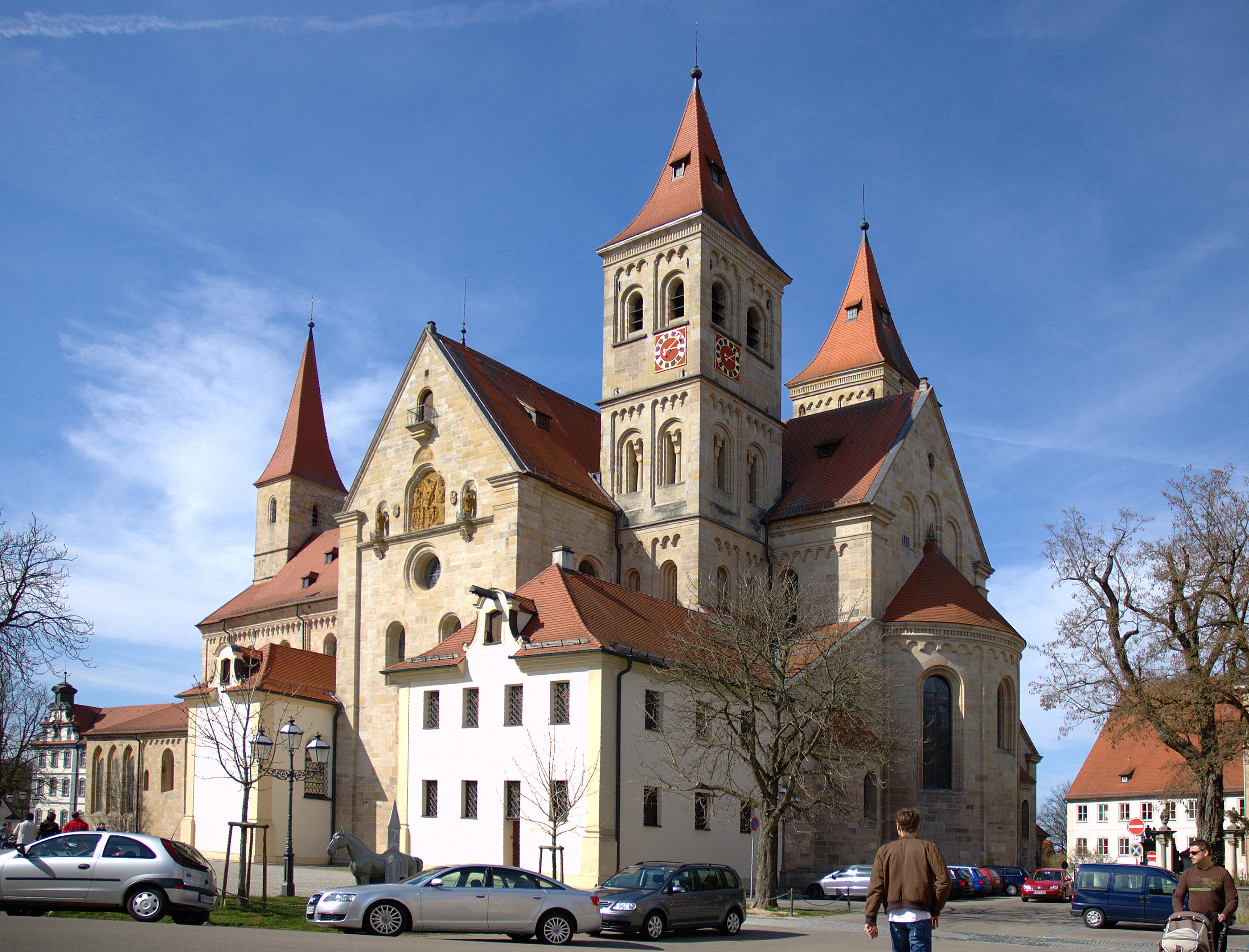
Basilika St. Vitus in Ellwangen
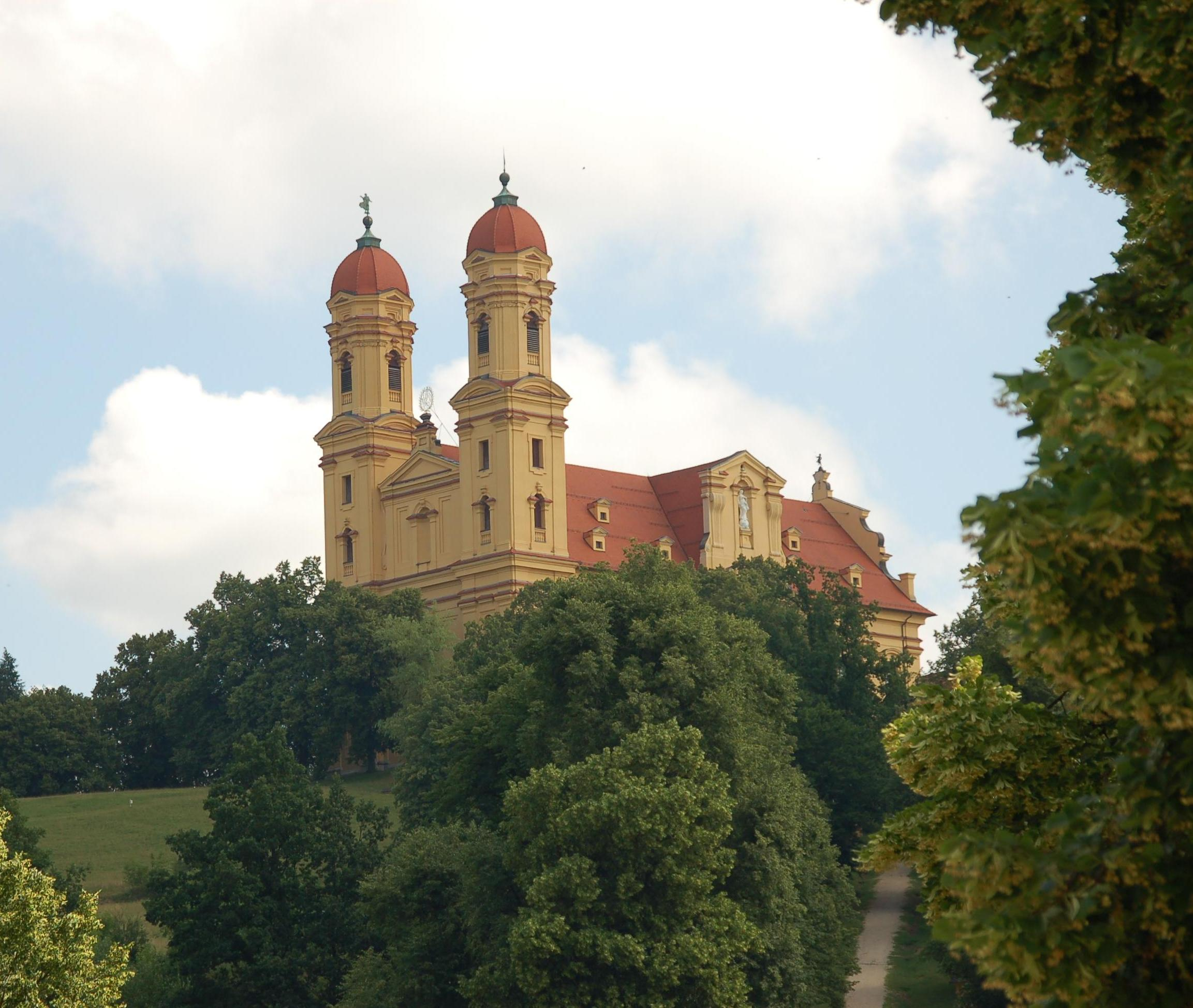
Wallfahrtskirche Schönenberg in Ellwangen
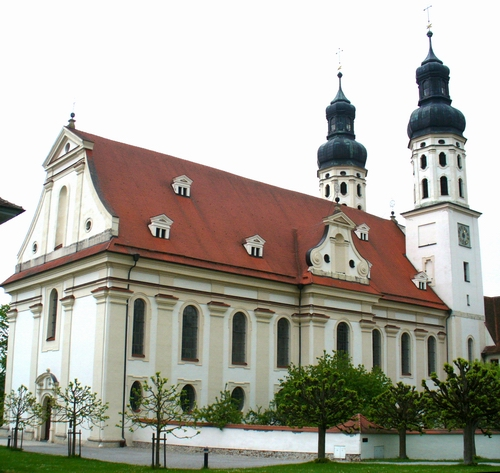
Münster und ehemalige Klosterkirche in Obermarchtal

## Diözesanpatron und -kalender
Der Patron der Diözese ist Martin von Tours. In seiner Nachfolge sind die zentralen Aufgaben der Diözese Caritas und Mission. Das Patrozinium wird am Sonntag, der dem 11. November, dem Gedenktag des Heiligen Martin, am nächsten liegt, als Hochfest in der ganzen Diözese begangen.
In der Diözese Rottenburg-Stuttgart wird der Regionalkalender für das deutsche Sprachgebiet um die folgenden Eigenfeiern ergänzt (dahinter jeweils der Rang und die liturgische Farbe).
Abkürzungen:
H = Hochfest, F = Fest, G = gebotener Gedenktag, g = nicht gebotener Gedenktag
- 05. Januar: Hl. Johannes Nepomuk Neumann (gest. 1860), Bischof von Philadelphia (USA), Glaubensbote – g – rot
- 21. Januar: Hl. Meinrad von Sülchen (gest. 861), Mönch, Einsiedler, Märtyrer – g – rot
- 23. Januar: Sel. Heinrich Seuse – F (RK: g) – weiß (gest. 1366), Ordenspriester, Mystiker – g – weiß
- 08. Mai: Sel. Ulrika Nisch aus Mittelbiberach (gest. 1913), Ordensfrau, Mystikerin – g – weiß
- 04. Juli: Hl. Ulrich (gest. 973), Bischof von Augsburg – g – weiß
- 08. Juli: Hl. Kilian (gest. um 689), Bischof von Würzburg und Gefährten Kolonat und Totnan, Glaubensboten, Märtyrer – G (im Dom: F)
- 16. Juli: Sel. Irmgard (gest. 866), Äbtissin von Buchau und Frauenchiemsee – g – weiß
- 27. August: Hl. Gebhard (gest. 995), Bischof von Konstanz – g – weiß
- 06. September: Hl. Magnus von Füssen (gest. 756), Mönch, Glaubensbote im Allgäu – g – weiß
- 11. Oktober: Sel. Jakob Griesinger von Ulm (gest. 1491), Ordensbruder in Bologna – g – weiß
- 14. Oktober: Kirchweihfest der Gemeinden, die den Weihetag ihrer Kirche nicht am Jahrestag selbst begehen – H – weiß
- 16. Oktober: Hl. Gallus (gest. 640), Mönch, Einsiedler, Glaubensbote am Bodensee – g – weiß
- 19. Oktober: Jahrestag der Weihe des Domes St. Martin zu Rottenburg (1655) – F (im Dom selbst H) – weiß
- 31. Oktober: Hl. Wolfgang von Pfullingen (gest. 994), Bischof von Regensburg – g – weiß
- 03. November: Sel. Rupert Mayer aus Stuttgart (gest. 1945), Ordenspriester, Großstadtseelsorger – g – rot
- 11. November: Hl. Martinus (gest. 397), Bischof von Tours, Patron des Doms zu Rottenburg und der Diözese Rottenburg-Stuttgart – H – weiß
- 25. November: Sel. Elisabeth von Reute, genannt Gute Beth (gest. 1420), Ordensfrau, Mystikerin – g – weiß
- 26. November: Hl. Konrad von Konstanz (gest. 975), Bischof von Konstanz – g – weiß
- 04. Dezember: Sel. Adolph Kolping – g – weiß (gest. 1865), Priester, Gründer und Patron des Kolpingverbandes – g – weiß
- 15. Dezember Sel. Carlo Steeb aus Tübingen (gest. 1856), Priester. Ordensgründer in Verona – g – weiß

## Orden und Ehrenzeichen
In der Diözese wird jedes Jahr am Patronatstag die Martinusmedaille, „als Zeichen des Dankes und in Anerkennung besonderer Verdienste im Geist des Patrons der Diözese Rottenburg-Stuttgart, des Heiligen Martin“, wie es in der Verleihungsurkunde heißt, durch den Bischof verliehen.

## Mitgliederentwicklung
Seit einigen Jahren ist der Rückgang der Mitgliederzahlen in der Diözese stark zu spüren. Zu den Gründen zählen insbesondere der demografische Wandel und Kirchenaustritte. Laut Bischof Gebhard Fürst habe der Missbrauchsskandal „wie ein Ventil“ gewirkt, durch das jetzt vieles lange Aufgestaute nach außen dränge.
Nach Angaben der Bischofskonferenz lag die bisher höchste Anzahl der jährlichen Austritte in der Diözese Rottenburg-Stuttgart bei 21.861 (im Jahr 2019). Im Jahr 2020 waren die Austritte dann mit 18.645 leicht rückläufig. 2021 steig die Zahl mit 28.212 wieder stark an und erreichte 2022 einen neuen Höchstwert von 39.736 Austritten.
Von Kirchenschließungen ist die Diözese Rottenburg-Stuttgart, im Gegensatz zu einigen anderen Bistümern in Deutschland, bisher kaum betroffen. Im Stuttgarter Stadtteil Birkach wurde die 1966 erbaute St.-Vinzenz-Pallotti-Kirche 2017 profaniert und 2018 abgerissen, auf ihrem Grundstück sind Wohngebäude errichtet worden. Für die Kirche Maria Verkündigung im Stuttgarter Stadtteil Frauenkopf wird ein neuer Nutzer gesucht, nachdem sie von 2006 bis 2012 an die Äthiopisch-Orthodoxe Tewahedo-Kirche vermietet war. Ebenfalls von einer Profanierung betroffen war die 1977 eingeweihte kath. Kirche St. Michael mit Gemeindezentrum in Nagold die schließlich 2018 abgerissen wurde.